# Лоуренс, Томас (хоккеист на траве)
Томас Лоуренс (англ. Thomas Lawrence, ?, Куала-Лумпур) — малайзийский хоккеист (хоккей на траве), нападающий.

## Биография
Томас Лоуренс родился в малайзийском городе Куала-Лумпур.
Играл в хоккей на траве за Селангор.
В 1956 году вошёл в состав сборной Малайи по хоккею на траве на Олимпийских играх в Мельбурне, занявшей 9-е место. Играл на позиции нападающего, провёл 3 матча, забил (по имеющимся данным) 2 мяча (по одному в ворота сборных Великобритании и Кении).